# Abbazia di San Giorgio
A circa 4 km, a sud-ovest di Gratteri sorgono le imponenti vestigia dell'abbazia di San Giorgio, di epoca normanna. La fondazione si deve al Duca Ruggero durante il pontificato di Innocenzo II (1130-1142), riconosciuto in Sicilia come papa legittimo solo nel 1139). La fondazione dovette dunque avvenire tra il 1140 e il 1142.
Nel 1155, re Guglielmo I, detto il Malo, concede "alla venerabile e sacra mansione di San Giorgio dei Crateri" alcune terre di Petralia.
Una bolla del 1182, di papa Lucio III riconfermava alla canonica i beni e i privilegi acquisiti all'atto della sua fondazione ed elenca le chiese a quel tempo incorporate al priorato di San Giorgio (San Leonardo d'Isnello, San Nicola di Gratteri, San Cataldo di Partinico e San Pietro in Prato di Gangi. L'abbazia fu affidata ai monaci premostratensi, forse provenienti da una canonica di Saint-Josse-au-Bois, nella diocesi di Amiens in Francia. L'affidamento si inserisce nell'ambito dell'appoggio che i Normanni diedero in Sicilia al monachesimo occidentale, in opposizione a quello orientale, che si era diffuso con la dominazione bizantina.
Un diploma del 1191 con cui Tancredi d'Altavilla concede all'abbazia numerosi privilegi in memoria del padre fondatore, Duca Ruggero.
Nonostante i privilegi, l'abbazia iniziò a decadere dal 1223, diventando prima "commenda" e poi un semplice "beneficio". Intorno al 1305 la canonica fu eliminata e i frati espulsi. Viene in seguito citata una "commenda" definitivamente abbandonata nel 1645 e alla metà del XIX secolo l'abate Vito Amico nel suo "Dizionario topografico della Sicilia" cita la chiesa, ancora aperta al culto, come appartenente all'ordine dei cavalieri di Malta. L'edificio, caduto in rovina, fu poi riutilizzato dai contadini come stalla e deposito di fieno.
Attualmente restano solo poche vestigia, oggetto di studio, scavi archeologici e restauri: qualche elemento decorativo e i muri perimetrali della chiesa, a pianta basilicale e a tre navate, con tre absidi sul lato di fondo orientale, di cui solo quella centrale sporgeva all'esterno, con una decorazione a lesene simile a quella del duomo di Cefalù. Riferimenti all'architettura premostratense normanna, sono identificabili nelle finestre ad oculi e nelle decorazioni del portale d'ingresso con motivi geometrici tipici del Calvados e del Cotentin, quali: le ghiere con cilindretti sfalsati ed i capitelli scolpiti con quadrati a punta di diamante. Probabilmente possedeva un protiro. Le parti absidali sono rinforzate con le consuete paraste romaniche, molto diffuse nelle architetture della Contea, ma anche in Normandia.
Gli ambienti monastici dovevano trovarsi a nord della chiesa come testimoniato dalle evidenze sul terreno.